# Ryan Roth
Ryan Roth (Kitchener, 10 januari 1983) is een Canadees voormalig wielrenner.

## Carrière
In 2005 werd hij nationaal kampioen op de weg bij de beloften en in 2000 was hij kampioen veldrijden bij de junioren. Als eliterenner werd hij in 2016 nationaal kampioen tijdrijden, na het jaar ervoor al tweede te zijn geworden.

## Belangrijkste overwinningen
2000
 Canadees kampioen veldrijden, Junioren
2005
 Canadees kampioen op de weg, Beloften
2008
1e etappe Rochester Omnium
2010
7e etappe deel A Ronde van Cuba
2011
Univest Grand Prix
2012
Tro Bro Léon
 Canadees kampioen op de weg, Elite
2016
Winston-Salem Cycling Classic
Eindklassement Grote Prijs van Saguenay
 Canadees kampioen tijdrijden, Elite
Delta Road Race
2019
1e etappe Ronde van Iskandar Johor
Puntenklassement Ronde van Iskandar Johor
10e etappe Ronde van het Poyangmeer

## Resultaten in voornaamste wedstrijden
|      | \| Jaar \| \| WK op de weg \| \| ---- \| \| ------------ \| \| 2015 \| \| opgave \| \| 2016 \| \| 15e \| |              |
| Jaar | | WK op de weg |
| 2015 | | opgave       |
| 2016 | | 15e          |

## Ploegen
- 2002 –  Sympatico-Jet Fuel Coffee
- 2003 –  Jet Fuel Coffee
- 2004 –  Jet Fuel Coffee
- 2007 –  Kelly Benefit Strategies-Medifast
- 2008 –  Team R.A.C.E. Pro
- 2009 –  Planet Energy
- 2010 –  SpiderTech presented by Planet Energy
- 2011 –  Team Spidertech powered by C10
- 2012 –  SpiderTech powered by C10
- 2013 –  Champion System Pro Cycling Team
- 2014 –  Silber Pro Cycling Team (vanaf 1-6)
- 2015 –  Silber Pro Cycling
- 2016 –  Silber Pro Cycling
- 2017 –  Silber Pro Cycling
- 2018 –  Silber Pro Cycling
- 2019 –  X-Speed United

Batty · Doin-Poitras · Hunt · MacBurnie · Miller · Parisien · Plaice · Pozniak · Robertson · Roth · Thuss · Timmerman · Walters
Batty · Boily · Boivin (stagiair) · Doin-Poitras · Gilbert · Hunt · Lacombe · Langlois · Miller · Parisien · Plaice · Randell · Roth · C.Vives · M.Vives
Batty · D.Boily · E.Boily · Boivin · Cosette · Euser · Gilbert · Lacombe · Lambert-Lemay · Langlois · de Luna · Parisien · Randell · Roth · Vives
Anderson · Batty · Bell · Boily · Boivin · Euser · Gilbert · Houle · Lacombe · Lambert-Lemay · Langlois · de Luna · McCarty · Parisien · Randell · Roth · Routley · Tuft · Vives
Anderson · Bell · Boily · Boivin · Euser · Fairly · Gilbert · Houle · Künzli · Lacombe · Lambert-Lemay · de Luna · McCarty · Parisien · Roth · Routley · Selander · Vandborg · Vives · Duchesne (stagiair)
Anderson · Avery · Bell · Beyer · Brammeier · Butler · Feng · Friedemann · Gazvoda · Jang · Jiang · Jiao · Lewis · Liu · Nishizono · Ojavee · Othman · Roth · Schnaidt · Tang · Traksel · Wu · Xu · Brenes (stagiair) · Cheung (stagiair) · Smith (stagiair)
Bassett · Chrétien · Côté · Cowan · Jamieson · Jean · Masbourin · Roberge · Roth · Samuel · Soucy · Staples · Vandale · Zukowsky